# Orthetrum cancellatum
Orthetrum cancellatum là một loài chuồn chuồn ngô châu Âu.

## Phân bố
Loài chuồn chuồn này phân bố khắp châu Âu và châu Á. Chúng được tìm thấy trên khắp lục địa Châu Âu bao gồm các đảo Địa Trung Hải nhưng không có ở phía bắc của Anh và nửa phía bắc của Fennoscandia. Đây là một trong những loài phổ biến nhất ở châu Âu và nó vẫn đang tiếp tục tăng phạm vi về phía bắc. Về phía đông, phạm vi này kéo dài qua Trung Á đến Kashmir, Mông Cổ đến các phần phía bắc của Trung Quốc và Arunachal Pradesh ở Ấn Độ.
Chúng hiện diện ở Albania, Áo, Azerbaijan, Belarus, Bỉ, Bosnia và Herzegovina, Bulgaria, Trung Quốc, Croatia, Síp, Cộng hòa Séc, Đan Mạch, Estonia, Phần Lan, Pháp (Corsica, và đại lục), Gruzia, Đức, Hy Lạp, Hungary, Ấn Độ, Ireland, Ý, Kazakhstan, Kyrgyzstan, Latvia, Lithuania, Luxembourg, Malta, Moldova, Mông Cổ, Montenegro, Hà Lan, Bắc Macedonia , Na Uy, Ba Lan, Bồ Đào Nha, Romania, Nga, Serbia, Slovakia, Slovenia, Tây Ban Nha, Thụy Điển, Thụy Sĩ, Tajikistan, Thổ Nhĩ Kỳ (Thổ Nhĩ Kỳ phần Châu Âu), Turkmenistan, Ukraina, Uzbekistan và một phần của Vương quốc Anh.
Loài này có rất nhiều trong phạm vi của nó và là một trong những loài chuồn chuồn thường thấy nhất ở châu Âu. Chúng có số lượng ổn định và không có mối đe dọa lớn nào được biết đến.

## Thư viện ảnh

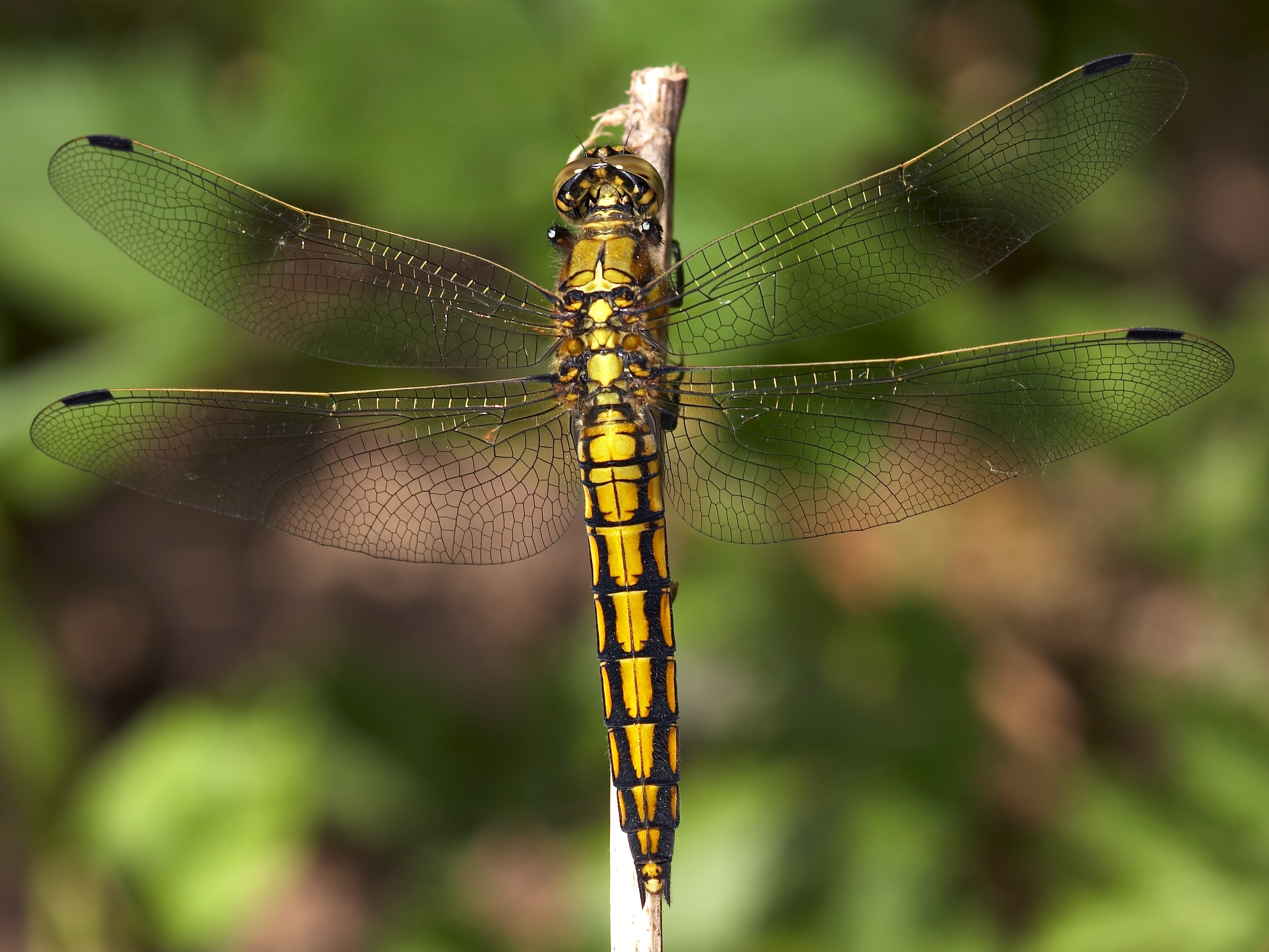
Female Black-tailed Skimmer
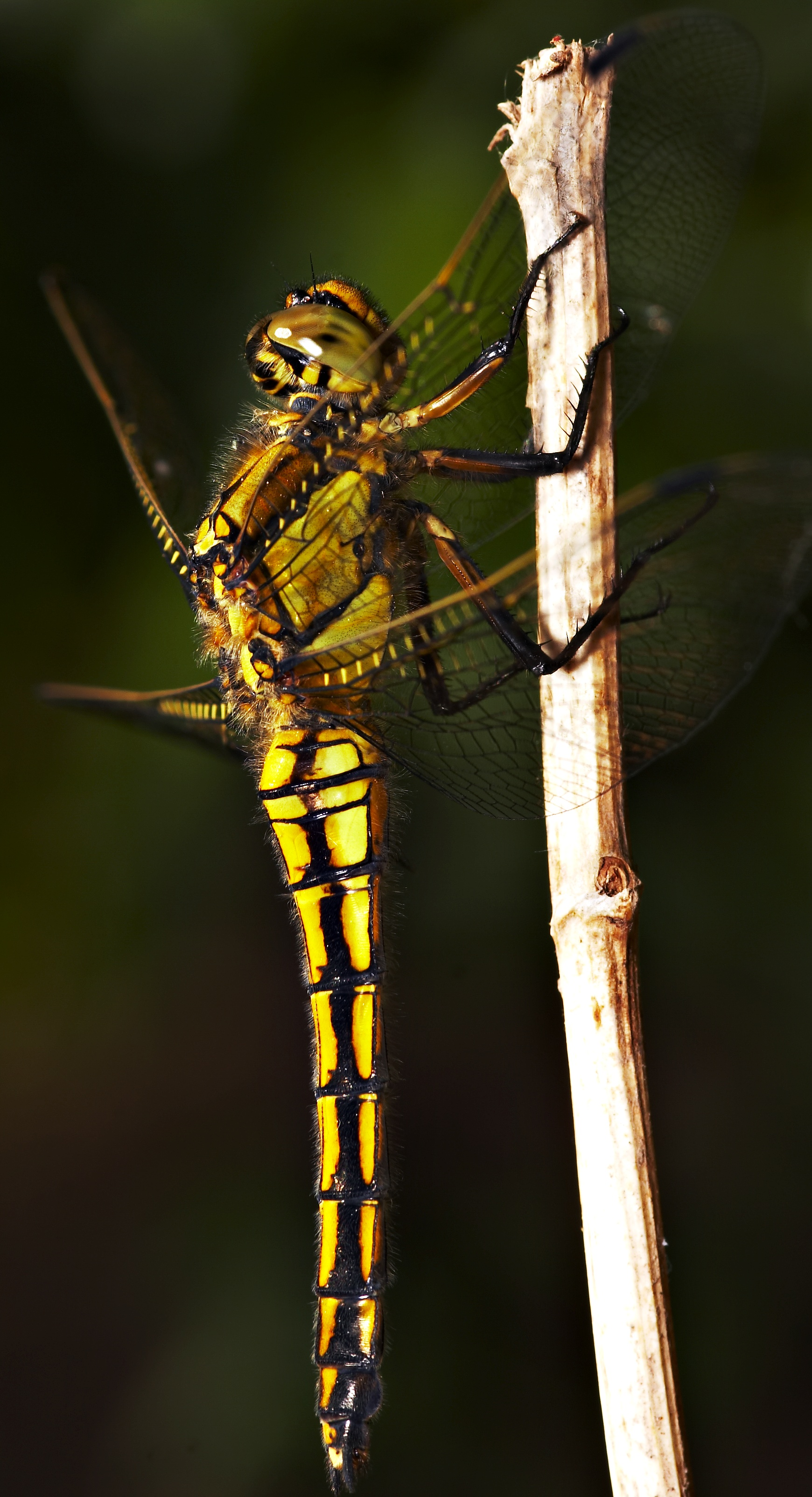
Female Black-tailed Skimmer
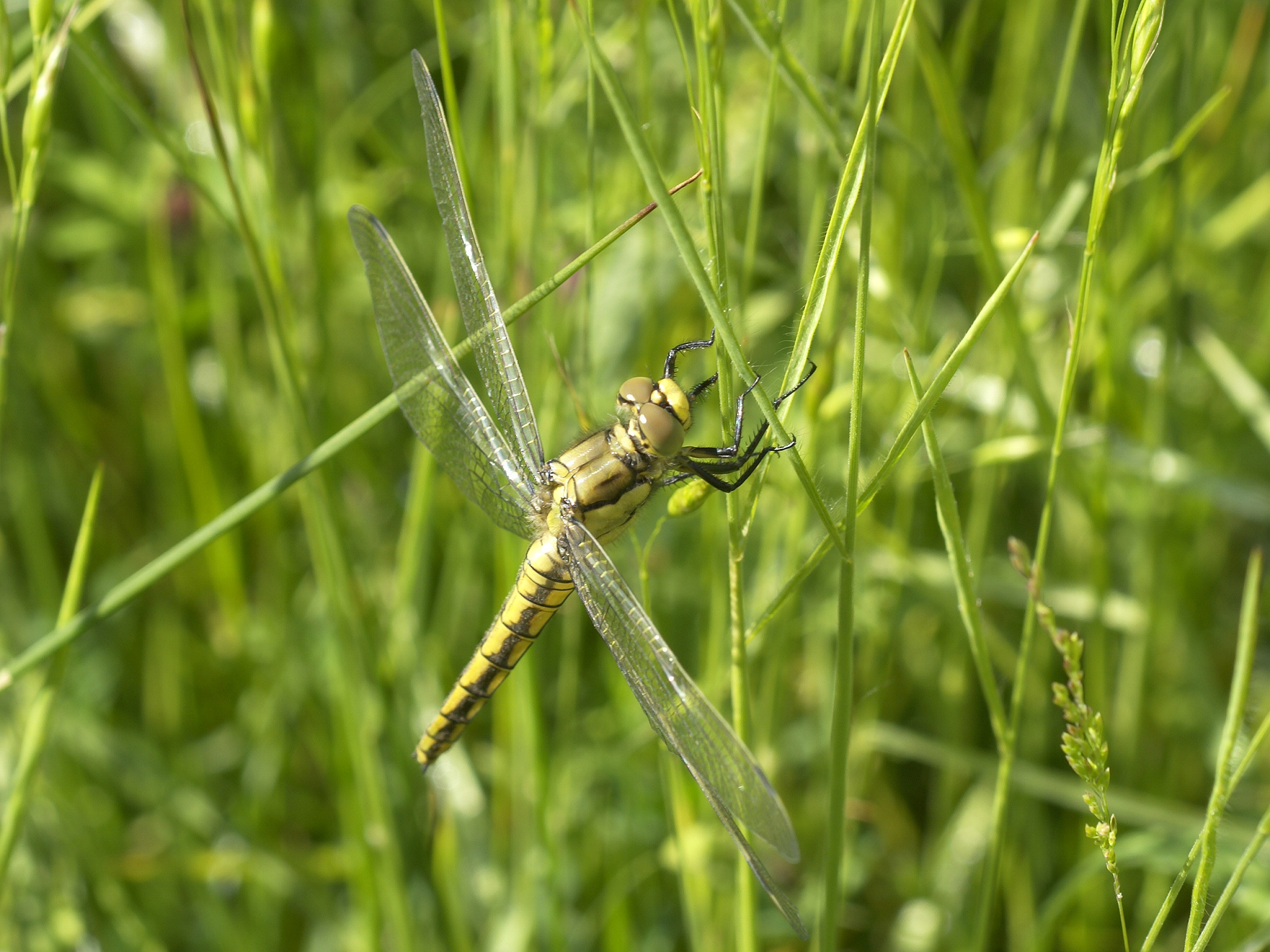
Female Black-tailed Skimmer
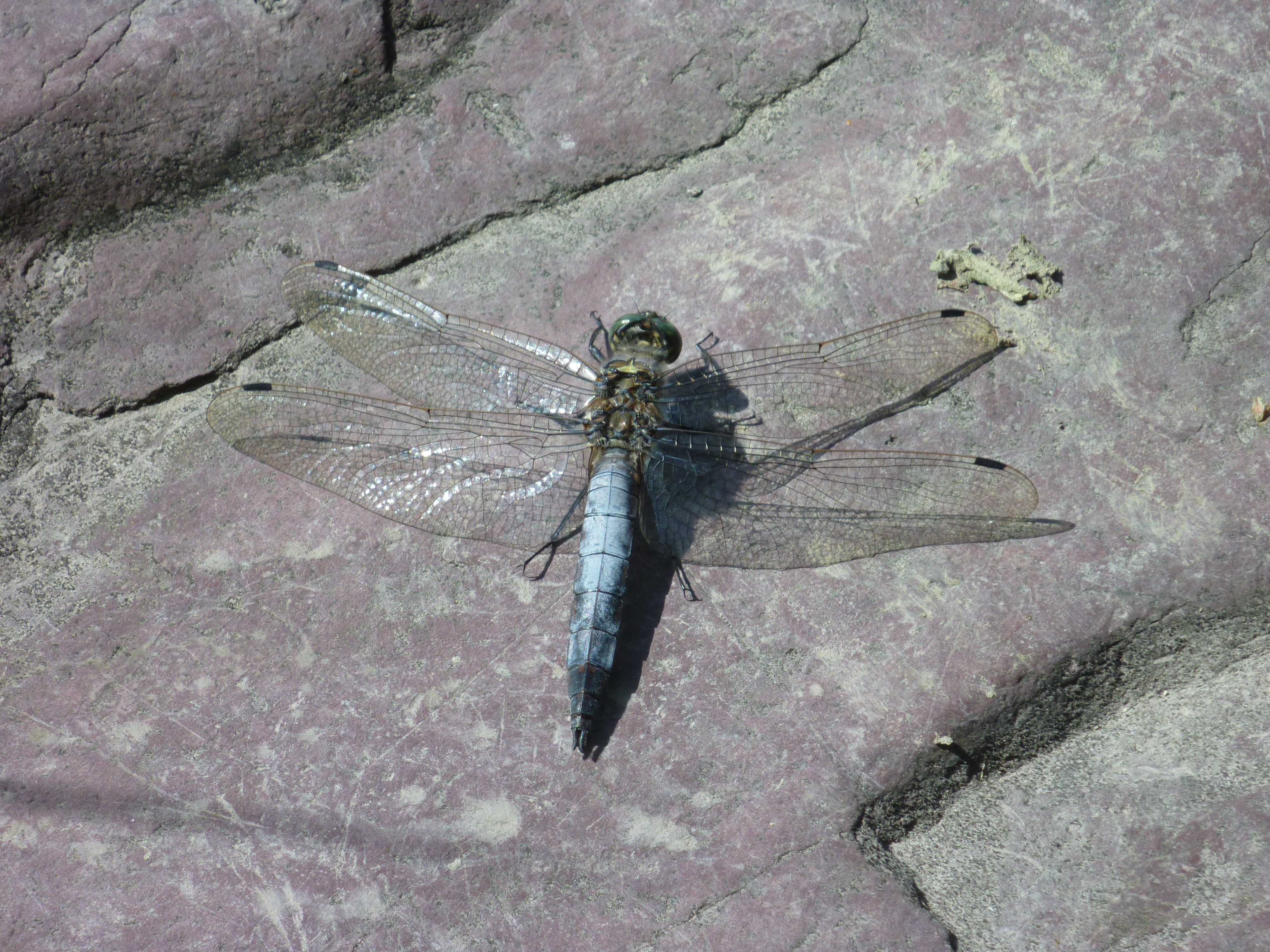
Male Black-tailed Skimmer